# Huili
Huili, också känt som Hweili, är ett härad i Liangshan, en autonom prefektur för yi-folket i Sichuan-provinsen i sydvästra Kina. Det ligger omkring 490 kilometer sydväst om provinshuvudstaden Chengdu.